# アイアン郡 (ミシガン州)
アイアン郡（英: Iron County）は、アメリカ合衆国ミシガン州アッパー半島の西部に位置する郡である。2010年国勢調査での人口は11,817人であり、2000年の13,138人から10.1%減少した。郡庁所在地はクリスタルフォールズ市（人口1,469人）であり、同郡で人口最大の都市はアイアンリバー市（人口3,029人）である。

## 歴史
アイアン郡は1885年にマーケット郡とメノミニー郡の一部を合わせて設立された。1890年の人口は4,432人だった。

## 地理
アメリカ合衆国国勢調査局に拠れば、郡域全面積は1,211.02平方マイル (3,136.5 km2)であり、このうち陸地1,166.36平方マイル (3,0290.9 km2)、水域は44.67平方マイル (115.7 km2)で水域率は3.69%である。

### 主要高規格道路

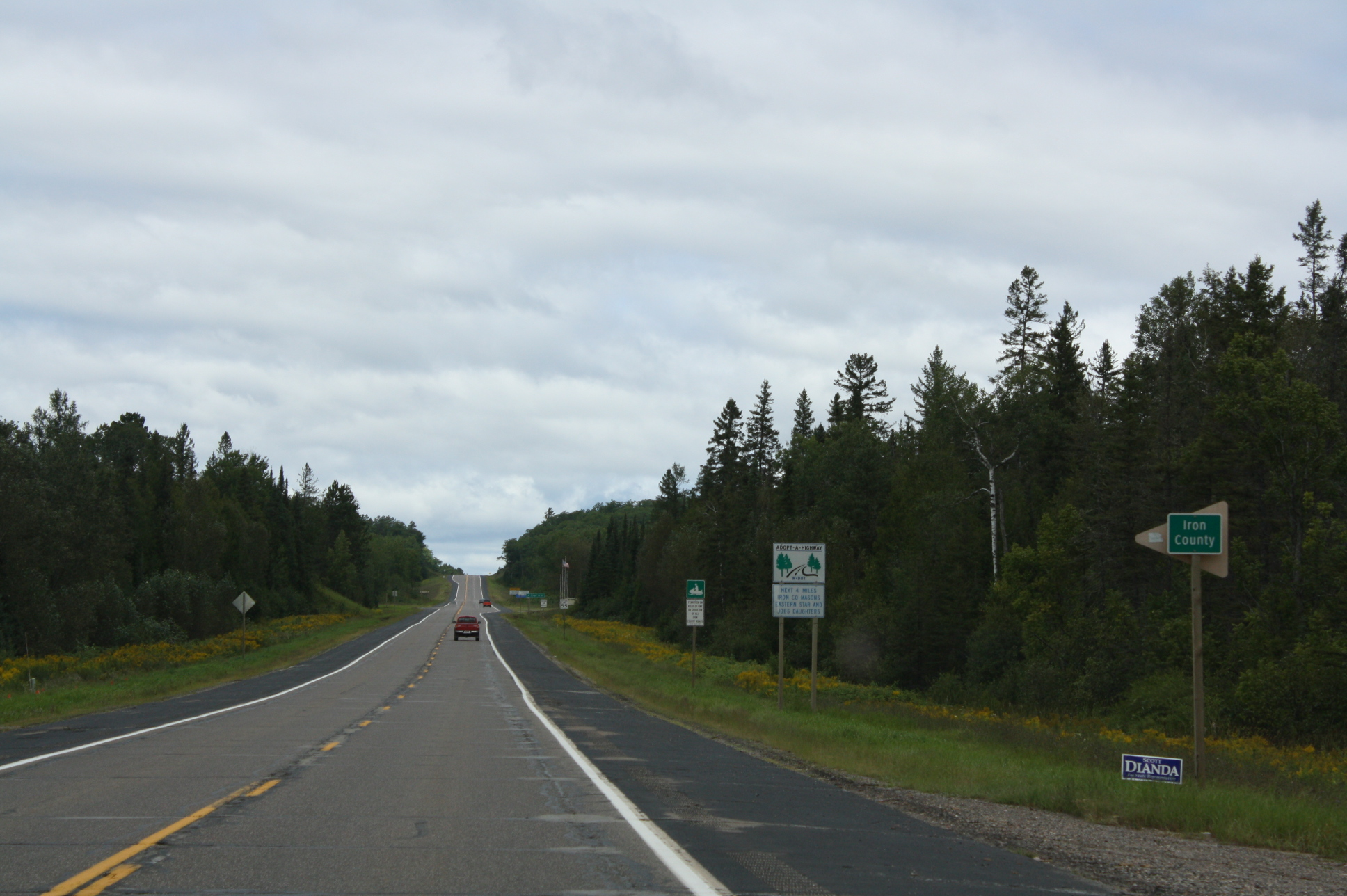
アメリカ国道2号線/141号線沿いのアイアン郡境

- アメリカ国道2号線
- アメリカ国道141号線
- ミシガン州道69号線
- ミシガン州道73号線
- ミシガン州道189号線
- 林道16号線

### 隣接する郡
- ホートン郡 - 北
- バラガ郡 - 北
- マーケット郡 - 北東
- ディキンソン郡 - 東
- フローレンス郡 (ウィスコンシン州) - 南東
- フォレスト郡 (ウィスコンシン州) - 南
- ビラス郡 (ウィスコンシン州) - 南西
- ゴギービック郡 - 西
- オントナゴン郡 - 北西

### 国立保護地域
- オタワ国立の森（部分）

## 人口動態
以下は2000年の国勢調査による人口統計データである。
| 基礎データ - 人口: 13,138人 - 世帯数: 5,748 世帯 - 家族数: 3,615 家族 - 人口密度: 4人/km2（11人/mi2） - 住居数: 8,772軒 - 住居密度: 3軒/km2（8軒/mi2） 人種別人口構成 - 白人: 96.28% - アフリカン・アメリカン: 1.10% - ネイティブ・アメリカン: 1.02% - アジア人: 0.20% - その他の人種: 0.24% - 混血: 1.16% - ヒスパニック・ラテン系: 0.64% 先祖による構成 - ドイツ系：14.5% - イタリア系：13.3% - フィンランド系：12.9% - ポーランド系：11.0% - スウェーデン系：10.4% - アメリカ人：19.2% - イギリス系：6.7% - フランス系：5.5% 言語による構成 - 英語：96.0% - スペイン語：1.1% | 年齢別人口構成 - 18歳未満: 20.6% - 18-24歳: 6.0% - 25-44歳: 22.8% - 45-64歳: 25.3% - 65歳以上: 25.2% - 年齢の中央値: 45歳 - 性比（女性100人あたり男性の人口） - 総人口: 97.5 - 18歳以上: 96.5 世帯と家族（対世帯数） - 18歳未満の子供がいる: 23.7% - 結婚・同居している夫婦: 50.4% - 未婚・離婚・死別女性が世帯主: 8.4% - 非家族世帯: 37.1% - 単身世帯: 33.7% - 65歳以上の老人1人暮らし: 19.4% - 平均構成人数 - 世帯: 2.19人 - 家族: 2.76人 収入と家計 - 収入の中央値 - 世帯: 28,560米ドル - 家族: 37,038米ドル - 性別 - 男性: 28,791米ドル - 女性: 21,077米ドル - 人口1人あたり収入: 16,506米ドル - 貧困線以下 - 対人口: 11.3% - 対家族数: 7.1% - 18歳未満: 16.4% - 65歳以上: 8.1% |

## 郡政府
郡政府は郡監獄の運営、地方道の維持、地方裁判所の運営、権利譲渡と抵当権設定記録など重要記録の維持、公衆衛生規制の管理、福祉など社会サービスの項目で州の施策への参加を行う。郡政委員会は予算を管理するが、法や条例を作るのは限定付き権限である。ミシガン州では、警察と消防、建設と区画割、税評価、街路維持など地方政府の大半機能は個々の都市と郡区の責任である。

## 郡区
アイアン郡は下記7つの郡区に分割されている。
| - ベイツ - クリスタルフォールズ | - ハマタイト - アイアンリバー | - マンスフィールド - マストドン | - スタムボー |

## 都市と町
- カスピアン
- クリスタルフォールズ - 郡庁所在地
- ガーストラ
- アイアンリバー

### 村
- アルファ

### 未編入の町
- アマサ

## 教育学区
- 西アイアン郡教育学
- フォレストパーク教育学区